# Statute of Anne

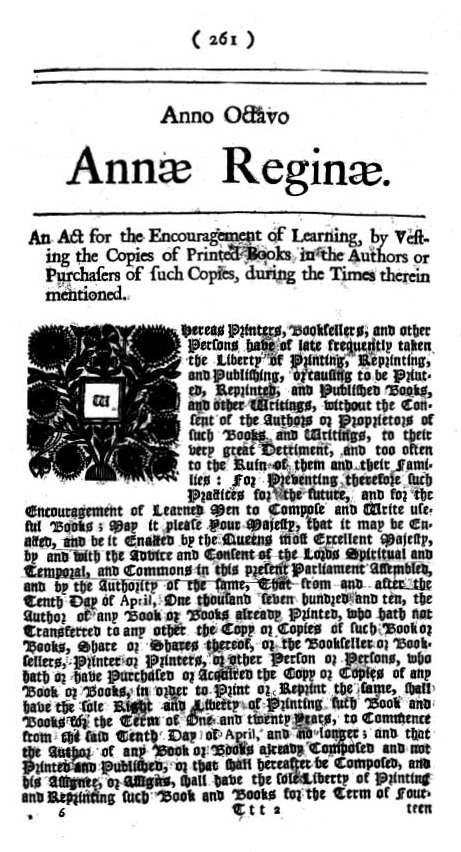
Statute of Anne, 1710

Das englische Statute of Anne (vollständiger Titel: An Act for the Encouragement of Learning, by Vesting the Copies of Printed Books in the Authors or Purchasers of such Copies, during the Times therein mentioned) gilt als das erste moderne Urheberschutzgesetz. Es trat am 10. April 1710 in Kraft. Namensgeberin für die Kurzform ist Königin Anne, die zu dieser Zeit regierte.
Erstmals wurde darin das Recht des Autors an seinem Werk formuliert, das zuvor bei der Buchhändlergilde (Stationers’ Company) gelegen hatte. Nach der Präambel war der Zweck »the Encouragement of Learning«, also die Förderung der Bildung. Dieser Zweck sollte verwirklicht werden, indem das exklusive Druckrecht (right to copy) den jeweiligen Autoren oder den Erwerbern dieses Rechts für die im Gesetz bestimmte Zeit eingeräumt wurde. Durch das Statute of Anne wurde die Stationers’ Company geschwächt, da das ausschließliche Recht zum Druck der Gilde endgültig aufgehoben blieb und Druckrechte auch außerhalb der Gilde gehandelt werden konnten. 
In dem Gesetz wurde festgestellt, dass in jüngster Zeit Drucker, Buchhändler und andere sich die Freiheit genommen hatten, Bücher zu veröffentlichen, ohne die Zustimmung der Autoren oder sonstigen Eigentümer der Schriften erhalten zu haben, die dadurch bis hin zum Ruin geschädigt worden seien. Um diesen Vorgängen vorzubeugen und um Gelehrte anzuregen, nützliche Bücher zu schreiben, sei das Gesetz erlassen worden. Es werden drei Aspekte genannt, namentlich
- die Förderung der Bildung (»Encouragement of Learning«);
- die Anregung der Gelehrten, nützliche Bücher zu verfassen (»Encouragement of Learned Men to Compose and Write useful Books«);
- die Verhinderung finanzieller Nachteile für Autoren oder Rechteverwerter durch den Nachdruck, indem diesen ein befristetes Ausschlussrecht eingeräumt wird (»by Vesting the Copies of Printed Books in the Authors or Purchasers of such Copies, during the Times therein mentioned«).

Für neue Werke begrenzte das Gesetz die Schutzfrist auf 14 Jahre. Nach deren Ablauf stand dem lebenden Autor eine Verlängerung um weitere 14 Jahre zu. Die Frist begann mit der ersten Veröffentlichung, nicht mit Schaffung des jeweiligen Werks zu laufen. Es heißt ausdrücklich, dass der Schutz mit Ablauf der Frist enden solle (»and no longer«). Der Charakter des Ausschlussrechts nach dem Statute of Anne entsprach dem von der Gilde geschaffenen right to copy einschließlich des Erfordernisses der Registrierung. Der wichtigste Unterschied im Hinblick auf den Charakter des Rechts ergibt sich aus der Tatsache, dass ab Veröffentlichung der Fristenlauf einsetzte. Das Recht konnte dementsprechend weiterhin in ideelle Anteile geteilt und vollständig übertragen werden. 
Im Hinblick auf möglicherweise bereits vor Inkrafttreten bestehende Rechte blieb das Gesetz unklar. Die Regelung räumte dem Autor von bei Inkrafttreten bereits gedruckten Werken einen Schutz von 21 Jahren ein, sofern er nicht darüber verfügt hatte. Andere Personen, die »the Copy or Copies of any Book or Books« zum Druck erworben hatten, erhielten den gleichen Schutz. Nach dem Wortlaut sollte aber kein bereits bestehendes Recht gesichert, sondern dieses erst geschaffen werden. Jedoch wurden der frühere Erwerb von Druckrechten (»[...] Printer or other Person, who hath already Purchased or Acquired [...] the Copy or Copies of any Book or Books, Share or Shares thereof [...]«) für wirksam erklärt (wenn auch der Schutz 21 Jahre nach Inkrafttreten des Gesetzes enden sollte).

## Originaltext
- The Statute of Anne, 1710 (1/6). Originaltext